# Oberweiler (Illerkirchberg)
Oberweiler ist ein Ortsteil der Gemeinde Illerkirchberg im Alb-Donau-Kreis in Baden-Württemberg. Der Weiler liegt circa zwei Kilometer südlich von Oberkirchberg.

## Geschichte
Oberweiler wird 1617 erstmals urkundlich erwähnt. Der Ort gehörte den Grafen Fugger. 
Im Zuge der baden-württembergischen Gebietsreform kam Oberweiler am 1. April 1972 durch den freiwilligen Zusammenschluss der damals selbstständigen Gemeinden Oberkirchberg, zu dem es gehörte, und Unterkirchberg zur neu gegründeten Gemeinde Illerkirchberg.